# Bridgwater
Bridgwater ou Bridgewater é uma grande cidade histórica do mercado e paróquia civil em Somerset, Inglaterra.

## História
A Batalha de Sedgemoor, onde a Rebelião de Monmouth foi finalmente esmagada em 1685, perto do Bridgwater.
Em 2018 Diogo Rodrigues foi eleito o primeiro prefeito português no Reino Unido e o mais novo em Bridgwater.